# Jean-Paul Mehansio
Jean-Paul Mehansio est un danseur, chorégraphe et professeur de danse ivoirien, reconnu pour son travail dans la danse contemporaine et la valorisation des traditions chorégraphiques africaines. Il est fondateur de la Compagnie Mehansio, qui promeut une fusion entre danse traditionnelle et moderne.

## Biographie

### Débuts et formation
Jean-Paul Mehansio commence sa carrière artistique au sein du Ballet National de Côte d'Ivoire, où il se forme aux danses traditionnelles et contemporaines. Il développe rapidement une approche unique mêlant les techniques classiques de la danse contemporaine aux rythmes africains,.

### Carrière artistique
Jean-Paul Mehansio fonde la Compagnie Mehansio, à travers laquelle il met en scène des créations inspirées des légendes africaines et des réalités contemporaines. Parmi ses œuvres majeures figurent :
- Gnéan Miroir, un spectacle de danse contemporaine présenté à Hammana au Liban[4].

- Glaé Bloua, une pièce chorégraphique explorant l’univers des masques africains, présentée à l'Institut Français de Côte d'Ivoire[5].
- Soundiata Keïta, une réinterprétation chorégraphique de la légende du fondateur de l'Empire du Mali[6].

Il participe également à plusieurs festivals internationaux et est invité à des événements culturels tels que le Festival MASA (Marché des Arts du Spectacle d'Abidjan).
En 2019, Jean-Paul Mehansio initie les Grands Ateliers de la Danse (GADA), un événement visant à mettre en valeur la richesse et la diversité des danses ivoiriennes, des danses patrimoniales, urbaines et contemporaines. Les GADA proposent des ateliers de formation, des spectacles et des conférences, et se sont imposés comme un rendez-vous artistique majeur en Côte d'Ivoire. La deuxième édition s'est tenue en 2022 à Grand-Bassam, et la quatrième édition est prévue en 2024.

## Engagement et pédagogie
En parallèle de sa carrière artistique, Jean-Paul Mehansio enseigne la danse et mène des ateliers de formation en Côte d'Ivoire et à l'étranger. Il ambitionne d’obtenir une agrégation en danse, afin de structurer l'enseignement de la danse en Afrique.

## Distinctions
- Lauréat des GADA 2019, pour son travail sur Soundiata Keïta[6].